# هنري جون كالدويل
هنري جون كالدويل هو سياسي كندي، ولد في 22 أكتوبر 1801، وتوفي في 13 أكتوبر 1858.